# Ehretia cortesia
Ehretia cortesia là loài thực vật có hoa trong họ Ehretiaceae. Loài này được Gottschling mô tả khoa học đầu tiên năm 2004.